# دیوید هیلیر
دیوید هیلیر (انگلیسی: David Hillier؛ زادهٔ ۱۹ دسامبر ۱۹۶۹) بازیکن فوتبال اهل بریتانیا است.
از باشگاه‌هایی که در آن بازی کرده‌است می‌توان به باشگاه فوتبال بریستول راورز، و باشگاه فوتبال بارنت، باشگاه فوتبال آرسنال، باشگاه فوتبال پورتسموث، باشگاه فوتبال بریستول راورز اشاره کرد.
وی همچنین در تیم ملی فوتبال زیر ۲۱ سال انگلستان بازی کرده‌است.